# Bundeswahlgesetz
Das Bundeswahlgesetz (BWahlG oder BWG) regelt in Deutschland gemäß Art. 38 Abs. 3 Grundgesetz (GG) das Bundestagswahlrecht. Demnach besteht der Deutsche Bundestag ab der nächsten, 2025 stattfindenden Wahl, aus 630 Abgeordneten. 
Als Wahlsystem legt das Bundeswahlgesetz für die Bundestagswahlen eine mit Personenwahl verbundene Verhältniswahl fest (personalisiertes Verhältniswahlrecht).

## Geschichte
Bereits im 19. Jahrhundert gab es in Deutschland Bundeswahlgesetze. Der Bundestag des Deutschen Bundes veröffentlichte Ende März/Anfang Mai 1848 zwei Beschlüsse, die gemeinsam als Bundeswahlgesetz bekannt wurden. Darin wurden die Grundsätze für die Wahl der Frankfurter Nationalversammlung festgehalten. Im Norddeutschen Bund beschloss 1869 der Norddeutsche Reichstag ein Bundeswahlgesetz, das erstmals 1871 für die erste Reichstagswahl im Kaiserreich angewendet wurde. Es blieb bis 1918 in Kraft. Seit dem 30. April 1920 galt das Reichswahlgesetz.
Zu den ersten beiden Bundestagswahlen gab es separate Wahlgesetze. Der Parlamentarische Rat beschloss, aufgrund der Vorgaben der Militärregierung und verändert nach der Ministerpräsidentenkonferenz, das Wahlgesetz zum ersten Bundestag und zur ersten Bundesversammlung der Bundesrepublik Deutschland vom 15. Juni 1949 (BGBl. S. 21, mit Änderung vom 5. August 1949, BGBl. S. 25). Es war nur ein Rahmengesetz, das viele Detailfragen den Ländern überlassen hat, die auch getrennte Wahlgebiete gebildet haben. Danach folgte das Wahlgesetz zum zweiten Bundestag und zur Bundesversammlung vom 8. Juli 1953 (BGBl. I S. 470), das außer der Sperrklausel die Änderungen der Ministerpräsidenten rückgängig gemacht und das Zweistimmenwahlrecht eingeführt hat.
Das Bundesverfassungsgericht erklärte mit seiner Entscheidung vom 25. Juli 2012 Teile des BWahlG (den § 6) für verfassungswidrig. Eine daraufhin mit den Stimmen von Union, SPD, FDP und Grünen verabschiedete Reform des Sitzzuteilungsverfahrens nach der Wahl zum Deutschen Bundestag trat am 9. Mai 2013 in Kraft.
Am 17. März 2023 beschloss der Bundestag mit den Stimmen der Regierungskoalition aus SPD, FDP und Grünen sowie des fraktionslosen Stefan Seidler (SSW) eine Änderung des Bundeswahlgesetzes, nach der der Bundestag künftig immer aus 630 Abgeordneten besteht. Überhang- und Ausgleichsmandate wurden abgeschafft. Um als Wahlkreissieger in den Bundestag einzuziehen, bedarf es einer sog. Zweitstimmendeckung. Weiterhin wurde die Grundmandatsklausel gestrichen. Gegen diese Gesetzesänderung klagten Oppositionsparteien und Bundestagsfraktionen von Linken und Union sowie die bayerische Staatsregierung vor dem Bundesverfassungsgericht. Mit Urteil vom 30. Juli 2024 billigte das Bundesverfassungsgericht den Kern der Gesetzesänderung, beurteilte die Fünf-Prozent-Hürde bei gleichzeitiger Abschaffung der Grundmandatsklausel jedoch als verfassungswidrig. Bis zu einer Neufassung des Gesetzes muss die Grundmandatsklausel daher weiterhin angewendet werden. Weitere zwölf Verfassungsbeschwerden von Wählern und Personen, die eine Kandidatur beabsichtigen, wurden mit Beschlüssen vom 30. Juli 2024 nicht zur Entscheidung angenommen.

## Grundprinzipien
In Art. 38, Art. 39 und Art. 41 GG sind nur wenige, jedoch strenge Voraussetzungen für eine Wahl enthalten. Diese sind:
- Mindestalter
  - aktives Wahlrecht: 18 Jahre (bis 31. Juli 1970 21 Jahre)
  - passives Wahlrecht (Wählbarkeit): Volljährigkeit (seit 1. Januar 1975 mit 18 Jahren, vorher mit 21 Jahren)[6]

Diese Regelung ist nach ständiger Staatspraxis und der Rechtsprechung des Verfassungsgerichts mit dem Prinzip der allgemeinen Wahl vereinbar.
- Fünf Wahlrechtsgrundsätze:
  - Allgemeine Wahl: Alle Deutschen sind (bis auf wenige Ausnahmen) ab dem Mindestalter berechtigt zu wählen und gewählt zu werden.
  - Unmittelbare Wahl: Keine Zwischenschaltung von Wahlfrauen und -männern, zulässig ist jedoch die Listenwahl nach § 4 und § 27 BWahlG, die Art. 21 Abs. 1 Satz 1 GG konkretisiert (§ 1 Abs. 2 Parteiengesetz).
  - Freie Wahl: Eine Wahl ist frei, wenn der Wähler nicht auf eine bestimmte Wahlentscheidung festgelegt ist, sondern sich zwischen Alternativen entscheiden kann. Eine gesetzliche Wahlpflicht (wie z. B. in Belgien) wäre nach Art. 20 Abs. 2 GG zulässig, nicht hingegen Wahlwerbung auf Staatskosten. Davon ist jedoch die allgemeine (und zulässige) Öffentlichkeitsarbeit der Regierung zu unterscheiden.
  - Gleiche Wahl: Jede Stimme soll den gleichen Zählwert und die gleiche Erfolgschance haben. Daher müssen die Wahlkreise etwa gleich groß an Stimmen sein (Gefahr des Gerrymandering). Unter den Grundsatz der Wahlgleichheit fällt auch die  Wahl des Sitzzuteilungsverfahrens. Bis zur Bundestagswahl 1983 kam das D’Hondt-Verfahren zum Einsatz, das große Parteien bevorzugt. Danach kam bis zur Bundestagswahl 2005 das Hare/Niemeyer-Verfahren zum Einsatz, das das Ergebnis proportional abbildet, aber in bestimmten Fällen zu Paradoxien führt. Seither wird das Sainte-Laguë-Verfahren verwendet.
  - Geheime Wahl: Der Wähler ist berechtigt, dass seine eigene Entscheidung geheim bleibt. Problematisch ist dies lediglich bei der Briefwahl (§ 36 BWahlG). Diese sieht man jedoch als gerechtfertigt an, da ansonsten die höherwertige Allgemeinheit der Wahl beeinträchtigt werden würde.

Daneben wird auf einfachgesetzlicher Ebene, nämlich im Bundeswahlgesetz selbst als dessen mit Abstand wichtigste Bestimmungen, festgelegt:
- Verhältniswahl: Zwar werden gemäß § 1 Abs. 3 BWahlG grundsätzlich 299 von 630 Abgeordneten in Mehrheitswahl in den Wahlkreisen mit der Erststimme gewählt, aber die Zusammensetzung des Bundestages bestimmt gemäß § 5 BWahlG die Zweitstimme, mit der die Mandatsanteile der zur Wahl stehenden Listen im Bundestag bestimmt werden, so dass sich eine Verhältniswahl ergibt. Nach § 6 Abs. 1 BWahlG sind zudem nur die Wahlkreissieger gewählt, die nach einer Rangfolgenbildung gemäß ihren erzielten Stimmenanteilen im Wahlkreis einen Platz belegen, der gemäß Zweitstimmenanteil ihrer Partei für ein Mandat ausreicht (sog. Zweitstimmendeckung). Dieses kann dazu führen, dass im Bundestag weniger als 299 Wahlkreissieger vertreten sind. Nicht von den Wahlkreissiegern besetzte der Partei zustehende Mandate werden gemäß § 6 Abs. 4 BWahlG über eine Landesliste der Partei vergeben.
- Sperrklausel: Es werden bei der Zuteilung der Listenplätze nur Parteien berücksichtigt, die einen Mindeststimmenanteil von 5 % gemäß § 4 Abs. 2 Satz 2 Nummer 2 BWahlG erreicht. Befreit von der 5-Prozent-Klausel sind seit 1953 auch Parteien nationaler Minderheiten (ebendort). Die Möglichkeit für Parteien, die in mindestens drei Wahlkreisen ein Direktmandat errungen haben, bei Unterschreiten der Fünf-Prozent-Hürde über die Grundmandatsklausel in den Bundestag einzuziehen, wurde 2023 aus dem Bundeswahlgesetz gestrichen. Diese Grundmandatsklausel wurde mit Urteil des Bundesverfassungsgerichts vom 30. Juli 2024 jedoch wieder in Kraft gesetzt und gilt so lange, bis der vom Gericht festgestellte verfassungswidrige Teil der Sperrklausel im BWahlG 2023 neu gefasst ist.

## Weitere Konkretisierungen des BWahlG
Das Bundeswahlgesetz gibt die Zahl der zu wählenden Abgeordneten vor (derzeit 630 – § 1 BWahlG). Es teilt mit der Anlage das Gebiet der Bundesrepublik Deutschland in Wahlkreise ein (§ 2 BWahlG). Die Wahlkreiseinteilung muss sich dem Verlauf der Landesgrenzen anpassen, die Schwankungsbreite von 25 % über und unter dem Mittel darf bei der Bevölkerungszahl nicht über- oder unterschritten werden, das Gebiet soll zusammenhängend sein (§ 3 BWahlG).
Kreiswahlvorschläge von Parteien (Erststimme) können nur noch zugelassen werden, wenn die betreffende Partei im selben Bundesland auch mit einer Landesliste antritt. Bisher nutzten kleine Parteien Wahlkreiskandidaturen ohne Landesliste um so u. a. ihren Parteienstatus zu erhalten.
Der Wahlberechtigte kann zwei Stimmen, die Erststimme für den Direktkandidaten und die Zweitstimme für die Partei der Landesliste, abgeben (sog. Personalisierte Verhältniswahl, § 4 bis § 7 BWahlG). (Erläuterung siehe: Bundestagswahl)
Als Wahlorgane werden der Bundes-, Landes- und Kreiswahlleiter mit jeweils einem Wahlausschuss gebildet. Für den Wahlbezirk wird ein Wahlvorstand ernannt (§ 8, § 9 BWahlG). Die Berufung in ein solches Organ ist ein Ehrenamt, das nur aus gutem Grund abgelehnt werden darf.
Der Wahltag selbst wird durch den Bundespräsidenten angeordnet. Er muss auf einen Sonntag oder einen gesetzlichen Feiertag fallen. Grundsätzlich ist der Turnus von vier Jahren ausschlaggebend. Der Bundespräsident muss den Wahltag daher frühestens 46 Monate und spätestens 48 Monate nach der Einberufung des vorhergehenden deutschen Bundestages festsetzen.
Die Stimmzettel (§ 30 BWahlG) sind amtlich herzustellen. Neben den Personenvorschlägen werden die Parteien der Landesliste mit deren ersten fünf Bewerbern gelistet. Die Reihenfolge richtet sich nach den Stimmen bei der letzten Bundestagswahl, wenn die Landesliste zuvor nicht daran teilgenommen hat, so werden diese Parteien alphabetisch gelistet.
Die Wahlhandlung (§ 31 bis § 35 BWahlG) ist öffentlich, während die Stimmabgabe geheim ist. Beeinflussungen der Wähler durch Wort, Ton, Schrift oder Bild sind unzulässig. Zur Stimmabgabe sind Wahlkabinen zu stellen, die eine geheime Abgabe ermöglichen. Wer gehindert ist zu wählen, weil er nicht lesen kann oder weil er durch körperliche Umstände nicht wählen kann, kann sich der Hilfe einer anderen Person bedienen.
Der Wähler macht mit einem Kreuz bei den Kandidaten der Erststimme und einem Kreuz bei den Parteien der Zweitstimme seine Wahl kenntlich. Das Kreuz ist in dem dafür vorgesehenen Kreis zu machen. Der Stimmzettel ist dann so zu falten (gegebenenfalls in einen Umschlag zu stecken), dass seine Wahl nicht erkennbar ist. Der Stimmzettel ist dann in die Wahlurne zu werfen.
Die Möglichkeit der Stimmabgabe mit Wahlgeräten wurde durch das Gesetz zur Änderung des Bundeswahlgesetzes vom 24. Juni 1975 (BGBl. I S. 1593) geschaffen, das einen entsprechenden § 35a in das Bundeswahlgesetz einfügte. In der Bekanntmachung der Neufassung des Bundeswahlgesetzes vom 1. September 1975 (BGBl. I S. 2325) wurde dieser zu § 35. Die dazugehörende Bundeswahlgeräteverordnung vom 3. September 1975 (BGBl. I S. 2459) hat das Bundesverfassungsgericht allerdings mit Urteil vom 3. März 2009 als mit Artikel 38 in Verbindung mit Artikel 20 Absatz 1 und Absatz 2 des Grundgesetzes insoweit für unvereinbar erklärt, als sie keine dem verfassungsrechtlichen Grundsatz der Öffentlichkeit der Wahl entsprechende Kontrolle sicherstellt.
Nach Auszählung aller Stimmen des Wahlbezirkes wird das Ergebnis an den Kreiswahlleiter geleitet. Von dort an den Landes- und von dort an den Bundeswahlleiter. Das amtliche Ergebnis ist festzustellen.

## Nachwahl, Ersatzwahl und Wiederholungswahl
Besondere Vorschriften gelten für die Nach-, Ersatz- oder Wiederholungswahlen. Eine Nachwahl ist durchzuführen, wenn im Wahlkreis oder -bezirk die Wahl nicht stattgefunden hat oder stattfinden konnte oder ein Wahlbewerber nach der Zulassung und vor der Wahl verstirbt. Eine Ersatzwahl findet statt, wenn ein direkt gewählter Abgeordneter ausscheidet, der für eine Partei oder Wählergruppe kandidiert hat, für die keine Landesliste zugelassen war. War hingegen eine Landesliste zugelassen und diese ist erschöpft, das heißt, es gibt keine Nachrücker mehr auf der Liste, bleibt der Sitz unbesetzt. Diese im deutschen Gesetz als Ersatzwahl bezeichnete Wahl wird sonst auch Nachwahl genannt. Eine Wiederholungswahl ist durchzuführen, wenn eine Wahl im Wahlprüfungsverfahren ganz oder teilweise für ungültig erklärt wird. Die Wiederholungswahl findet spätestens 60 Tage nach der Entscheidung statt.

## Erfolgreiche (gültige) Wahl
Mit der Erlangung eines Direktmandats oder durch Erlangung eines Mandats über die Listenwahl wird der Bewerber mit der Eröffnung der ersten Sitzung endgültig Mitglied des Deutschen Bundestages. Nach § 45 kann er davor durch eine schriftliche Erklärung gegenüber dem Landeswahlleiter noch auf die Annahme des Mandats verzichten, was beispielsweise 2021 von Peter Altmaier und Annegret Kramp-Karrenbauer gemacht wurde.

## Verstöße
Verstöße gegen das Bundeswahlgesetz können als Ordnungswidrigkeiten geahndet werden (§ 49a BWahlG). Schwerer wiegende Verstöße wie Wählerbestechung oder Wahlfälschung sind Straftaten (§ 107 bis § 108b StGB).

## Schlussvorschriften
Zum Bundeswahlgesetz ist die Bundeswahlordnung zur Konkretisierung der Wahlvoraussetzungen insbesondere der Briefwahl erlassen worden. Diese Rechtsverordnung bedarf nicht der Zustimmung des Bundesrats. Als Anlage ist dem Gesetz die Wahlkreiseinteilung beigefügt.